# Bolívar (Falcón)
Bolívar is een gemeente in de Venezolaanse staat Falcón. De gemeente telt 9100 inwoners. De hoofdplaats is San Luís.